# معاملة المثليين في بلغاريا
قد يواجه الأشخاص من المثليين والمثليات ومزدوجي التوجه الجنسي والمتحولين جنسياً (اختصاراً: LGBT) في بلغاريا
تحديات قانونية لا يواجهها غيرهم من المغايرين جنسيا. يعتبر كل من النشاط الجنسي المثلي بين الذكور وبين الإناث قانونيا، لكن المنازل التي يعيش فيها الشركاء المثليون غير مؤهلة للحصول على نفس الحماية القانونية المتاحة للأزواج المغايرين. تم حظر التمييز على أساس التوجه الجنسي منذ عام 2004، مع حظر التمييز القائم على «تغيير الجندر» منذ عام 2015.
بلغاريا، مثل معظم البلدان في وسط وشرق أوروبا، تميل إلى أن تكون محافظة اجتماعيًا عندما يتعلق الأمر بقضايا مثل المثلية الجنسية.

## قانونية النشاط الجنسي المثلي

### قبل التحرير
تم تقنين المثلية الجنسية في عام 1858 في جميع أنحاء الإمبراطورية العثمانية. بعد تحرير بلغاريا، تم إعادة تجريم المثلية الجنسية مع تبني الدستور الجديد في عام 1879.

### 1878-1968
في أعقاب تحرير بلغاريا في عام 1878، دخل قانون العقوبات الخاص بالبلاد حيز التنفيذ في 1 مايو 1896، وأصبح النشاط الجنسي المثلي بين الذكور الذين تزيد أعمارهم عن 16 سنة يعاقب عليها بالسجن لمدة ستة أشهر على الأقل. زاد قانون العقوبات الصادر في 13 مارس 1951 العقوبة إلى السجن لمدة تصل إلى ثلاث سنوات. أزال قانون العقوبات المعدل في 1 مايو 1968 الأقسام التي تحظر النشاط الجنسي المثلي.

### محاكمة يوليو 1964
في يوليو 1964، ألقي القبض على 26 رجلا واتهموا ب«العلاقات المثلية». كان بعض المعتقلين الممثل الشهير غيورغي بارتسالاف وأحد أكثر المطربين البلغاريين المحبوبين، إميل ديميتروف. ويقول الخبراء إن هذه العملية كانت مسرحية للجمهور حتى «يفهم الناس مدى انحطاط الثقافة الغربية». في ستينيات القرن العشرين، كانت هناك قضيتان متشابهتان أخريان شملتا مرة أخرى بعض نخبة بلغاريا.
في وقت لاحق، في عام 1966، عند مراجعة قانون العقوبات، قررت مجموعة من الخبراء أن النشاط الجنسي المثلي لم يعد يعتبر جريمة لأن المثليين والمثليات«هم أشخاص مريضون، لا ينبغي معاقبتهم بسبب المعاناة التي يمرون بها بالفعل (بسبب مرضهم)». في 1 مايو 1968، تم تعديل قانون العقوبات، وأصبحت المثلية الجنسية قانونية.
منذ عام 2002، أصبحت السن القانونية للنشاط الجنسي 14 عاما، بغض النظر عن التوجه الجنسي.

## الاعتراف العلاقات الجنسية المثلية
منذ عام 1991، يعرّف الدستور الزواج بأنه اتحاد بين رجل وامرأة، وبالتالي يحظر زواج المثليين.
في عام 2012، قال رئيس الوزراء السابق بويكو بوريسوف حول ما إذا كان الشركاء المثليون سيحصلون قريباً على مزيد من الحقوق مثل الحق في الزواج أو تبني الأطفال: «لكي يحدث شيء [مثل هذا]، يجب أن يصبح المجتمع جاهزًا له.» كانت هناك عدة مناقشات حول ما إذا كان يجب الاعتراف بالاتحادات المدنية أو الشراكات المسجلة، والتي من شأنها أن تمنح الشركاء المثليين بعض حقوق ومزايا الزواج، بما في ذلك الحق في الوراثة، واتخاذ القرارات الطبية، والملكية المشتركة للعقار؛ وهي أمور محرومة حالياً للشركاء المثليين.
في عام 2017، رفعت زوجتان مثليتان بلغاريين، تزوجتا في المملكة المتحدة، دعوى قضائية من أجل الاعتراف بزواجهما. رفضت محكمة صوفيا الإدارية قضيتهما في يناير عام 2018.
منحت محكمة في صوفيا زوجتين مثليتين الحق في العيش في بلغاريا في 29 يونيو 2018، مستعملة قضية كومان وآخرون ضد المفتشية العامة للهجرة ووزارة الداخلية، وهي قضية من رومانيا حكمت فيها محكمة العدل الأوروبية بأنه يجب منح حق الإقامة الكاملة في كل بلدان الاتحاد الأوروبي للأزواج المثليين. الزوجتان، وهما امرأة أسترالية وزوجتها الفرنسي، تزوجتا في فرنسا في عام 2016، لكنهما حرما من الإقامة في بلغاريا بعد عام واحد عندما حاولتا الانتقال إلى هناك.

## التبني وتنظيم الأسرة
يحظر على الشركاء المثليين تبني الأطفال في بلغاريا. ومع ذلك، يُسمح بذلك للفرد العازب بغض النظر عن التوجه الجنسي، على الرغم من أنه نادراً ما يتم قبول الطلبات من الرجال غير المتزوجين. لا يستطيع الأزواج المثليون الوصول إلى التلقيح الصناعي وتقنيات التلقيح بالمساعدة، لأنه متاح فقط للأزواج المغايرين المتزوجين. ومع ذلك، فمنذ عام 2004، أصبح بإمكان المرأة المثلية العازبة الوصول إلى التلقيح الاصطناعي.

## الحماية من التمييز

خريطة بلغاريا مع علم فخر المثليين

منذ 1 يناير 2004، حظر «قانون الحماية ضد التمييز 2003» التمييز وخطاب الكراهية على أساس التوجه الجنسي وفي جميع المجالات (العمل، وتوفير السلع والخدمات، والتعليم، والخدمة العسكرية، والخدمات الصحية، وما إلى ذلك). في عام 2015، أقرت الجمعية الوطنية تعديلا للقانون يحظر التمييز ضد الأشخاص المتحولين جنسيا.

### جرائم الكراهية
جرائم الكراهية ضد المثليين شائعة في بلغاريا، وغالباً ما يتم تجاهلها وعدم التحقيق فيها من قبل السلطات. في عام 2008، قُتل طالب يبلغ من العمر 25 عاماً بوحشية في متنزه في صوفيا لأنه تم الاعتقاد بكونه مثلي الجنس. وخلال التحقيق، شهد رجل بأن المشتبه فيهما كانا جزءًا من مجموعة كانت تعتزم «تطهير» المنتزه من المثليين.
في كانون الثاني/يناير 2014، التزمت الحكومة بتجريم جرائم الكراهية ضد المثليين. ومع ذلك، في أعقاب الانتخابات البرلمانية في أكتوبر 2014، لم تلتزم الحكومة المنشأة حديثًا بهذه القضية. في عام 2019، لا يقدم قانون العقوبات البلغاري حماية للأشخاص المثليين من جرائم الكراهية.

## الهوية الجندرية والتعبير عنها
كان قانون الوثائق الشخصية البلغارية، الذي دخل حيز النفاذ في 1 نيسان/أبريل 1999، أول قانون في بلغاريا ينظم تغيير الجنس. لا توجد بيانات رسمية للبلغاريين الذين غيروا جنسهم بشكل قانوني. عندما يخضع الشخص لجراحة إعادة تحديد الجنس، يجب عليه تغيير جواز سفره، ورخصة القيادة، ووثيقة الهوية الشخصية، وشهادة الميلاد، ورقم مدني منتظم حتى يتمكنوا من مطابقة جنسه الجديد. لا يمكن للمرء الخضوع لجراحة إعادة تحديد الجنس إلا في حالة اللجوء إلى المحكمة والحصول على قرار محكمة إيجابي. ولكن، من دون الخضوع لجراحة تغيير الجنس، لا يمكن للشخص تغيير جنسه القانوني في أي وثيقة رسمية. ومع ذلك، في عام 2016، سمح لثلاث نساء متحولات جنسياً بتغيير جنسهم دون الخضوع لجراحة. وجد استطلاع أجرته مؤسسة يوروباروميتر عام 2015 أن 29% فقط من البلغار اتفقوا مع البيان على أنه ينبغي أن يكون الأشخاص المتحولين جنسياً قادرين على تغيير وثائقهم المدنية من أجل مطابقة هويتهم الجندرية.
منذ عام 2015، تتم حماية الأشخاص الذين خضعوا لجراحة تغيير الجنس مع تعديل على «قانون الحماية ضد التمييز 2003». قد يستخدم الأشخاص المتحولين جنسياً الذين لم يخضعوا لعملية جراحية «الجنس» من قائمة الأسس المحمية. ولكن لم يذكر التعبير عن الجنس والهوية الجندريية صراحة في القانون المنقح.

## حقوق الأشخاص ثنائيي الجنس
الأشخاص ثنائيي الجنس في بلغاريا أكثر تهميشا وغير حاضرين اجتماعيا من المتحولين جنسيا. لا توجد بيانات عن عدد الأطفال ثنائيي الجنس في البلاد. الإجراء المعياري في حالة ولادة طفل ثنائية الجنس هو إزالة الأعضاء التناسلية الذكرية بسبب كونها عملية أسهل من عملية إزالة الأعضاء التناسلية الأنثوية. نادراً ما يتم إبلاغ الوالدين بالأضرار التي قد تتسبب بها في وقت لاحق للهوية الجندرية للطفل. لا توجد قوانين بخصوص الأشخاص ثنائيي الجنس.

## الخدمة العسكرية
يحمي «قانون الحماية ضد التمييز 2003» في بلغاريا الأفراد من التمييز على أساس التوجه الجنسي فيما يتعلق بالتجنيد في الجيش.

## التبرع بالدم
لا يتم حظر الرجال المثليين ومزدوجي التوجه الجنسي صراحةً من التبرع بالدم في بلغاريا، ولكن العديد من المهنيين الطبيين، خاصة خارج صوفيا، لن يسمحوا لهم بذلك إذا كانوا على علم بتوجههم الجنسي. ومع ذلك، فإن نموذج طلب التبرع بالدم، المطلوب قبل أي تبرع بالدم لا يطلب من مقدم الطلب الإفصاح عن تلك المعلومات، بل يتطلب منهم تأكيد أنهم لم يشاركوا في ممارسات (ضمنيا جنسية) تزيد من خطر الإصابة بفيروس نقص المناعة البشرية أو غيرها من الأمراض المنقولة بالعلاقات الجنسية. وترد تفاصيل استمارة الموافقة عليها في المادة 15 من مرسوم صادر عن وزارة بلغاريا من الرعاية الصحية يوم 19 يوليو تموز 2004.

## الرأي العام
وقد أظهر استقصاء عن مشروع المواقف العالمية في بيو لعام 2002 أن 63% من البلغاريين يعانون من رهاب المثلية وضد المثليات والمثليين ومزدوجي التوجه الجنسي والمتحولين جنسيا، وقد سجل مسح مشروع بيو غلوبال اوفيسس 2007 أن قبول مجتمع المثليين قد ارتفع إلى 39%.
أظهر استطلاع أجراه الاتحاد الأوروبي عام 2006 أن 15% من البلغار يؤيدون زواج المثليين، بينما يعارضه 65% منهم. في عام 2015، بقيت هذه الأرقام على حالها تقريباً حيث أيد 17% زواج المثليين، بينما كان 68% ضد هذه.
وفقا لدراسة استقصائية أجرتها سكالا في عام 2007، وهي وكالة اجتماعية، فإن 42.4% من البلغاريين لا يحبون أن يكون لهم صديق أو زميل مثلي. أجاب 46% أنه سيكون من غير المقبول إذا كان أحد أطفالهم مثليا أو مثلية. أظهر استطلاع يوروباروميتر من عام 2015 أن 9% فقط من الآباء البلغاريين سيقبلون أن يكون طفلهم في علاقة مثلية.
وفقا لاستطلاع أجرته عام 2008، أجري في 15 مدرسة في جميع أنحاء صوفيا، فارنا وبلوفديف، عرف 10.5% من الطلاب عن كونهم مزدوجي التوجه الجنسي، في حين عرف 1.8% عن كونهم مثليي الجنس وعرف 87.7% عن كونهم مغايرين جنسيا. وقال 15% من هؤلاء الطلاب إنهم لا يريدون صديقًا مثلي وقال 29% إنهم سيرفضون بشكل قاطع الجلوس بجانب زميل لهم مثلي. وقال 5% إنهم سيقومون بالتنمر على زملائهم من المثليين، بينما قال 39% إنهم سيحميونهم من التنمر.
أظهر استطلاع من عام 2012 أن عدد الأشخاص الذين لا يرغبون في أن يكون زميلهم مثلي الجنس قد انخفض إلى 38%. وأظهر أيضا أن البلغار كانوا أكثر تسامحا تجاه النساء المثليات وليس الرجال المثليين. 26% من المستجوبين لن يوظفوا امرأة مثلية.
أظهر مركز بيو للأبحاث الذي نشر في مايو 2017 أن 18٪ من البلغار يؤيدون زواج المثليين، بينما عارضه 79% منهم. كان التأييد أعلى بين المسيحيين الأرثوذكس (19%) والذين تتراوح أعمارهم بين 18-34 سنة (26%)، على النقيض من المسلمين (12%) والأشخاص الذين تتراوح أعمارهم من 35 وأكثر (15%).

## ظروف المعيشة
يوجد معظم حضور المثليين في بلغاريا في العاصمة صوفيا. هناك جمعيات مثلية في بلوفديف، فارنا وبلاغويفغراد. خارج المدينة الكبيرة، يعتبر الموضوع من التابوهات ونادراً ما يتم الترحيب به أو الاعتراف بأنه ذو صلة أو حقيقي. بما أن هذا الأمر لا يزال موضوعًا مثيرًا للجدل في بلغاريا، فلا يمكن الحصول على بيانات دقيقة بسبب عدم رغبة بعض أو معظم الأشخاص الذين يصفون أنفسهم بأنهم من مجتمع المثليين للتعريف أنفسهم بحرية كخوف من الاضطهاد العام أو التدقيق أو المضايقة.
في ديسمبر 2018، تم تخريب لوحات إعلانات تم وضعها لتعزيز التسامح تجاه الشركاء المثليين في مختلف المدن البلغارية مثل فارنا وبورغاس.

### مسيرات الفخر
مسيرة فخر المثليين الوحيدة الذي يتم تنظيمه حتى الآن في بلغاريا هي فخر صوفيا. جرت أول مسيرة في عام 2008 واجتذب نحو 150 مشاركًا، تعرضوا للهجوم بالقنابل الحارقة والحجارة والزجاجات. تم القبض على أكثر من 60 من مثيري الشغب. مرت مسيرات الفخر في السنوات التالية بسلام وبدأت تستقطب المزيد من المشاركين بالإضافة إلى دعم الأحزاب السياسية والشركات المحلية والسفارات. في عام 2017، حضر العرض أكثر من 3,000 مشارك ودعمهم 18 بعثة دبلوماسية. كما تضمن أسبوع الفخر برنامجًا للفيلم ومهرجانًا فنيًا.
تعارض الكنيسة البلغارية الأرثودكسية بشدة حرية التجمع من أجل المثليين والمثليات وأي شكل من أشكال المظاهر مثل مسيرات الفخر ووصفها بأنها «مظاهرة الخطيئة» و «خطيئة السدومية». قبل «فخر صوفيا» عام 2012، قال أحد قساوسة سليفن في مقابلة صحفية إنه «يجب ضرب المثليين بالحجارة». تنادي «المقاومة الوطنية»، وهي مجموعة يمينية متطرفة، باستخدام المكانس والمجارف لمهاجمة الناس في مسيرات الفخر.
دعمت أحزاب كالحزب الاشتراكي البلغاري، وحزب الخضر البلغاري، وحزب اليسار البلغاري وحزب الديمقراطيين من أجل بلغاريا قوية حق منظمي المسيرة "لعقد موكب الفخر. ومع ذلك، في عام 2014، أرسل كل من حزب الخضر وحزب اليسار البلغاري فقط بيانات دعم للعرض. شارك غيورغي كادييف، مرشح البلدية السابق للحزب الاشتراكي البلغاري في صوفيا، في دعم مسيرة الفخر في عام 2011. بعض الأحزاب، مثل حزب أتاكا القومي اليميني المتطرف، تعارض بشدة مسيرات الفخر. وتحتج ضدهم، وضد المثلية الجنسية كذلك.

### منظمات حقوق المثليين
هناك العديد من منظمات المثليين في بلغاريا:
- بيليتيس (بالبلغارية: Билитис)‏: تأسست في عام 2004، وهي تحمي حقوق المثليات، النساء مزدوجات اتوجه الجنسي والمتحولات جنسياً. ولدى الجمعية مشاريع في جميع أنحاء البلاد.
- إل جي بي تي ديستفي (بالبلغارية: ЛГБТ Действие)‏: تأسست في عام 2010 وتحمي حقوق المثليين في البلاد. يقع مقرها في صوفيا.
- مؤسسة غلاس (بالبلغارية: Фондация ГЛАС)‏.
- مؤسسة خطوة واحدة (بالبلغارية: Сингъл Степ)‏: تأسست منظمة «خطوة واحدة» في عام 2016، وتهدف لمساعدة الشباب المثليين وعائلاتهم وأصدقائهم وحلفائهم في بلغاريا في عملية التعرف على توجههم الجنسي وهويتهم الجندرية والتعبير عنها وتأكيدها. أطلقت المنظمة أول محادثة دعم عبر الإنترنت مرخصة في البلاد في أكتوبر 2017.
- إل جي بي تي بلوفديف (بالبلغارية: ЛГБТ Пловдив)‏: وهي منظمة للدفاع عن حقوق المثليين صغيرة مقرها في بلوفديف.

### قضية بازارجيك
في نوفمبر 2009، صوت مجلس مقاطعة بازارجيك لصالح القرار 211، وهو تعديل لقانون الآداب العامة، الذي يحظر «المظاهرة العامة للجنس أو أي توجه جنسي آخر.» انتقدت منظمات الدفاع عن حقوق المثليين قرار المجلس، بحجة أنه كان تمييزًا. في أكتوبر 2010، ألغت المحكمة الإدارية في المقاطعة القرار، مشيرة إلى أخطاء إجرائية في تمريره. تم تأكيد قرار المحكمة في الاستئناف من قبل المحكمة الإدارية العليا في يوليو 2011.

## ملخص
| قانونية النشاط الجنسي المثلي                                                             | (منذ عام 1968) |
| المساواة في السن القانوني للنشاط الجنسي                                                  | (منذ عام 2002) |
| قوانين مكافحة التمييز في التوظيف                                                         | (منذ عام 2004) |
| قوانين مكافحة التمييز في توفير السلع والخدمات                                            | (منذ عام 2004) |
| قوانين مكافحة التمييز في جميع المجالات الأخرى (تتضمن التمييز غير المباشر، خطاب الكراهية) | (منذ عام 2004) |
|                                                                                          | No |
| قوانين مكافحة التمييز تشمل الهوية الجندرية                                               | (منذ عام 2015) |
| قوانين جرائم الكراهية تشمل التوجه الجنسي والهوية الجندرية                                | No |
| زواج المثليين                                                                            | (زواج المثليين محظور دستوريا منذ 2006، يتم الاعتراف بزواج المثليين المنعقد في الاتحاد الأوروبي لأغراض الهجرة منذ 2018) |
| الاعتراف القانوني بالعلاقات المثلية                                                      | No |
| السماح للشخص العازب بالتبني بغض النظر عن توجهه الجنسي                                    | Yes |
| تبني أحد الشريكين للطفل البيولوجي للشريك الآخر                                           | No |
| التبني المشترك للأزواج المثليين                                                          | No |
| يسمح للمثليين والمثليات الخدمة علناً في القوات المسلحة                                    | (منذ عام 2006) |
| الحق بتغيير الجنس القانوني                                                               | (منذ عام 1999) |
| علاج التحويل محظور على القاصرين                                                          | No |
| الحصول على أطفال أنابيب للمثليات                                                         | (فقط للأزواج المتزوجين والنساء العازبات)                                                                               |
| الأمومة التلقائية للطفل بعد الولادة                                                      | No |
| تأجير الأرحام التجاري للأزواج المثليين من الذكور                                         | (محظور لجميع الأزواج بغض النظر عن التوجه الجنسي)                                                                       |
| السماح للرجال الذين مارسوا الجنس الشرجي بالتبرع بالدم                                    | (لا حظر) |